# Górnik Zabrze w sezonie 2007/2008
Sezon 2007/2008 klubu Górnik Zabrze.

## Sezon
Górnik po dwóch sezonach, w których z trudem utrzymał się przed spadkiem, zajął, zgodnie z przedsezonowymi założeniami, miejsce w czołowej ósemce. Był to pierwszy sezon współpracy Allianz Polska z klubem, a w osiągnięciu wytyczonego celu pomocne miały być zmiany kadrowe. Na stanowisku trenera zatrudniono Ryszarda Wieczorka, a drużynę wzmocniono kilkoma zawodnikami, w tym doświadczonymi Tomaszem Hajto i Jerzym Brzęczkiem. W trakcie sezonu w Górniku eksplodowały kolejne talenty, co zaowocowało powołaniami do reprezentacji narodowej (ponadto Tomasz Zahorski i Michał Pazdan znaleźli się w kadrze na ME 2008).
Plany zdobycia Pucharu Polski zakończyły się już na pierwszym meczu, gdy po rzutach karnych zabrzanie odpadli z dalszej rywalizacji. Udało się za to osiągnąć półfinał innych rozgrywek – Pucharu Ekstraklasy, lecz na tym szczeblu lepsza od Górnika okazała się drużyna późniejszego triumfatora – Dyskobolia Grodzisk Wielkopolski.
W sezonie 2007/2008 zainaugurowała rozgrywki Młoda Ekstraklasa, w której Górnik zajął 10. miejsce, a napastnik zabrzańskiego klubu – Marcin Wodecki z 17 bramkami na koncie został królem strzelców.

## Rozgrywki
- I liga: 8. miejsce
- Puchar Polski: 1/16 finału
- Puchar Ekstraklasy: półfinał
- Młoda Ekstraklasa: 10. miejsce

## Wyniki
|    | Dzień                |   | Przeciwnik                       | Wynik          | Rozgrywki                       | Strzelcy bramek                    |
| -- | -------------------- | - | -------------------------------- | -------------- | ------------------------------- | ---------------------------------- |
| 1  | 5 sierpnia 2007      | D | Legia Warszawa                   | 0:3            | I liga, kolejka 2               |                                    |
| 2  | 11 sierpnia 2007     | W | Lech Poznań                      | 1:4            | I liga, kolejka 3               | Jarka 73                           |
| 3  | 14 sierpnia 2007     | W | Wisła Kraków                     | 0:2            | I liga, kolejka 1               |                                    |
| 4  | 17 sierpnia 2007     | D | Ruch Chorzów                     | 1:0            | I liga, kolejka 4               | Hajto 10 kar.                      |
| 5  | 25 sierpnia 2007     | W | Jagiellonia Białystok            | 1:1            | I liga, kolejka 5               | Gierczak 48                        |
| 6  | 1 września 2007      | D | Cracovia                         | 1:0            | I liga, kolejka 6               | Jarka 71                           |
| 7  | 14 września 2007     | D | Polonia Bytom                    | 4:0            | I liga, kolejka 7               | Jarka 1, 24, 29, Gierczak 38       |
| 8  | 19 września 2007     | W | Wisła Kraków                     | 1:0            | Puchar Ekstraklasy, kolejka 1   | Ćwielong 62 sam.                   |
| 9  | 22 września 2007     | D | Odra Wodzisław Śląski            | 1:0            | I liga, kolejka 8               | Jarka 69                           |
| 10 | 26 września 2007     | W | Lechia Gdańsk                    | 2:2 pd. k. 4-5 | Puchar Polski, 1/16 finału      | Danch 22, Zahorski 97              |
| 11 | 29 września 2007     | D | Dyskobolia Grodzisk Wielkopolski | 1:3            | I liga, kolejka 9               | Gołoś 4                            |
| 12 | 3 października 2007  | W | Zagłębie Sosnowiec               | 1:0            | Puchar Ekstraklasy, kolejka 2   | Smirnovs 80                        |
| 13 | 6 października 2007  | D | Zagłębie Sosnowiec               | 4:2            | I liga, kolejka 10              | Jarka 13, 47, 52, 64               |
| 14 | 20 października 2007 | W | ŁKS Łódź                         | 1:0            | I liga, kolejka 11              | Zahorski 6                         |
| 15 | 23 października 2007 | D | GKS Bełchatów                    | 1:0            | Puchar Ekstraklasy, kolejka 3   | T. Moskal 22                       |
| 16 | 27 października 2007 | W | Korona Kielce                    | 2:3            | I liga, kolejka 12              | Zahorski 85, Kuś 90 sam.           |
| 17 | 2 listopada 2007     | D | GKS Bełchatów                    | 2:0            | I liga, kolejka 13              | Zahorski 38, 75                    |
| 18 | 10 listopada 2007    | W | Zagłębie Lubin                   | 1:1            | I liga, kolejka 14              | Brzęczek 89                        |
| 19 | 13 listopada 2007    | W | GKS Bełchatów                    | 2:2            | Puchar Ekstraklasy, kolejka 4   | Gierczak 68, Ruszkul 76            |
| 20 | 23 listopada 2007    | D | Widzew Łódź                      | 1:1            | I liga, kolejka 15              | Smirnovs 45                        |
| 21 | 28 listopada 2007    | D | Wisła Kraków                     | 0:1            | Puchar Ekstraklasy, kolejka 5   |                                    |
| 22 | 2 grudnia 2007       | D | Wisła Kraków                     | 1:3            | I liga, kolejka 16              | Brzęczek 79                        |
| 23 | 5 grudnia 2007       | D | Zagłębie Sosnowiec               | 2:3            | Puchar Ekstraklasy, kolejka 6   | Gierczak 44, Brzęczek 76           |
| 24 | 8 grudnia 2007       | W | Legia Warszawa                   | 0:2            | I liga, kolejka 17              |                                    |
| 25 | 24 lutego 2008       | D | Lech Poznań                      | 0:1            | I liga, kolejka 18              |                                    |
| 26 | 27 lutego 2008       | D | Cracovia                         | 0:1            | Puchar Ekstraklasy, ćwierćfinał |                                    |
| 27 | 2 marca 2008         | W | Ruch Chorzów                     | 2:3            | I liga, kolejka 19              | Brzęczek 28, Zahorski 83           |
| 28 | 5 marca 2008         | W | Cracovia                         | 2:0            | Puchar Ekstraklasy, ćwierćfinał | Jarka 8, 69                        |
| 29 | 8 marca 2008         | D | Jagiellonia Białystok            | 3:0            | I liga, kolejka 20              | Madejski 39, Zahorski 63, Jarka 68 |
| 30 | 15 marca 2008        | W | Cracovia                         | 0:3            | I liga, kolejka 21              |                                    |
| 31 | 18 marca 2008        | W | Dyskobolia Grodzisk Wielkopolski | 0:3            | Puchar Ekstraklasy, półfinał    |                                    |
| 32 | 22 marca 2008        | W | Polonia Bytom                    | 1:0            | I liga, kolejka 22              | Hajto 81                           |
| 33 | 30 marca 2008        | W | Odra Wodzisław Śląski            | 2:0            | I liga, kolejka 23              | Zahorski 6, 23                     |
| 34 | 4 kwietnia 2008      | D | Dyskobolia Grodzisk Wielkopolski | 0:0            | I liga, kolejka 24              |                                    |
| 35 | 11 kwietnia 2008     | W | Zagłębie Sosnowiec               | 2:0            | I liga, kolejka 25              | Zahorski 37, Brzęczek 42           |
| 36 | 16 kwietnia 2008     | D | Dyskobolia Grodzisk Wielkopolski | 1:1            | Puchar Ekstraklasy, półfinał    | T. Moskal 15                       |
| 37 | 20 kwietnia 2008     | D | ŁKS Łódź                         | 1:1            | I liga, kolejka 26              | Zahorski 15                        |
| 38 | 26 kwietnia 2008     | D | Korona Kielce                    | 0:3            | I liga, kolejka 27              |                                    |
| 39 | 3 maja 2008          | W | GKS Bełchatów                    | 0:0            | I liga, kolejka 28              |                                    |
| 40 | 7 maja 2008          | D | Zagłębie Lubin                   | 0:1            | I liga, kolejka 29              |                                    |
| 41 | 10 maja 2008         | W | Widzew Łódź                      | 1:2            | I liga, kolejka 30              | Madejski 61                        |

- D – dom
- W – wyjazd

## Skład i ustawienie zespołu
| W SEZONIE 2007/2008  |       |          |                |       |      |
| Imię i nazwisko      | Numer | Kraj     | Data urodzenia | Mecze | Gole |
| Trener               |       |          |                |       |      |
| Ryszard Wieczorek    |       | Polska   | 25.01.1962     | 41    |      |
| Bramkarze            |       |          |                |       |      |
| Mirosław Kuczera     |       | Polska   | 21.01.1988     | 0     | 0    |
| Tomasz Laskowski     |       | Polska   | 17.12.1984     | 6     | 0    |
| Sebastian Nowak      |       | Polska   | 13.01.1982     | 7     | 0    |
| Boris Peškovič       |       | Słowacja | 30.06.1976     | 25    | 0    |
| Mateusz Sławik       |       | Polska   | 03.11.1980     | 4     | 0    |
| Obrońcy              |       |          |                |       |      |
| Sylwester Dębowski   |       | Polska   | 28.04.1987     | 1     | 0    |
| Mariusz Gancarczyk   |       | Polska   | 05.11.1988     | 2     | 0    |
| Tomasz Hajto         |       | Polska   | 16.10.1972     | 30    | 2    |
| Sławomir Jarczyk     |       | Polska   | 18.08.1980     | 18    | 0    |
| Paweł Krzysztoporski |       | Polska   | 13.01.1988     | 2     | 0    |
| Mariusz Magiera      |       | Polska   | 25.08.1984     | 14    | 0    |
| Adam Marciniak       |       | Polska   | 28.09.1988     | 5     | 0    |
| Adam Orłowicz        |       | Polska   | 06.05.1986     | 0     | 0    |
| Tadas Papečkys       |       | Litwa    | 28.09.1978     | 23    | 0    |
| Patrik Pavlenda      |       | Słowacja | 03.05.1982     | 11    | 0    |
| Mariusz Pawelec      |       | Polska   | 14.04.1986     | 20    | 0    |
| Michał Pazdan        |       | Polska   | 21.09.1987     | 28    | 0    |
| Māris Smirnovs       |       | Łotwa    | 02.06.1976     | 22    | 2    |
| Pomocnicy            |       |          |                |       |      |
| Marko Bajić          |       | Serbia   | 28.09.1985     | 15    | 0    |
| Jerzy Brzęczek       |       | Polska   | 18.03.1971     | 33    | 5    |
| Krzysztof Bukalski   |       | Polska   | 22.09.1970     | 4     | 0    |
| Adam Danch           |       | Polska   | 15.12.1987     | 35    | 1    |
| Konrad Gołoś         |       | Polska   | 15.09.1982     | 28    | 1    |
| Marius Kižys         |       | Litwa    | 21.02.1982     | 19    | 0    |
| Piotr Madejski       |       | Polska   | 02.08.1983     | 36    | 2    |
| Piotr Malinowski     |       | Polska   | 25.03.1984     | 28    | 0    |
| Dariusz Stachowiak   |       | Polska   | 18.07.1984     | 16    | 0    |
| Napastnicy           |       |          |                |       |      |
| Dawid Ambroziak      |       | Polska   | 28.06.1988     | 2     | 0    |
| Dawid Gajewski       |       | Polska   | 30.06.1988     | 0     | 0    |
| Piotr Gierczak       |       | Polska   | 02.05.1976     | 33    | 4    |
| Dawid Jarka          |       | Polska   | 15.08.1987     | 35    | 13   |
| Daniel Koczon        |       | Polska   | 01.02.1982     | 1     | 0    |
| Tomasz Moskal        |       | Polska   | 08.07.1975     | 30    | 2    |
| Piotr Ruszkul        |       | Polska   | 04.08.1985     | 11    | 1    |
| Marcin Wodecki       |       | Polska   | 14.01.1988     | 5     | 0    |
| Tomasz Zahorski      |       | Polska   | 22.11.1984     | 33    | 11   |